# Yvonne Valkenburg
Yvonne Valkenburg (Arnhem, 31 januari 1959) is een Nederlands actrice.

## Levensverhaal
Valkenburg werd geboren op 31 januari 1959 in Arnhem. Na de basisschool volgde ze de HAVO aan het Katholiek Gelders Lyceum in Arnhem. In 1976 behaalde Valkenburg haar diploma. Twee jaar later solliciteerde ze bij de Haagse Comedie, waar ze een rol bemachtigde in het toneelstuk Pijlers van de samenleving van Henrik Ibsen. Theaterproducent Wim Zomer was onder de indruk van Valkenburg en contracteerde haar. Ze speelde in verschillende voorstellingen van Theater Wim Zomer in Nederland, België en Duitsland. Gedurende het vele reizen volgde Valkenburg de zomertheaterschool in Rotterdam, welke zij in 1981 met succes afrondde. Na een vierjarige samenwerking gingen Valkenburg en Theater Wim Zomer in 1982 uit elkaar en ging de actrice deel uitmaken van Nooy's Volkstheater.
In 1980 had ze een kleine rol in de Nederlandse speelfilm: Spetters, geregisseerd door Paul Verhoeven.
Naast theater maakte Valkenburg begin jaren tachtig haar televisiedebuut in de dramaserie Zoals u wenst, mevrouw. Valkenburg werkte samen met Carry Tefsen en Joost Prinsen. In de jaren tachtig was Valkenburg voornamelijk in het theater te zien. Ze speelde uiteenlopende voorstellingen voor Gimmick Produkties, Nederlands Theaterbureau en Sleeswijk Entertainment. In het voorjaar van 1991 werd Valkenburg door Harry Klooster gecast voor de rol van Gaby Lorentz in de gloednieuwe soapserie Goede tijden, slechte tijden. Valkenburg was de eerste vriendin van Reinout Oerlemans' karakter Arnie Alberts. Na gastrollen in Oppassen!!!, Medisch Centrum West en Zonder Ernst werd Valkenburg in de zomer van 1993 gecast voor de rol van Irene de Vries in de soap Onderweg naar Morgen.
Na bijna drie jaar in Onderweg naar Morgen werd Valkenburg uit de serie geschreven, omdat de makers wilden verjongen. Na gastrollen eind jaren negentig in Kees & Co en Het zonnetje in huis minimaliseerde Valkenburg haar verschijningen op televisie. Ze werd vervolgens actief als trainer en coach in het bedrijfsleven. In 2016 speelt Valkenburg een hoofdrol in de nationale herdenkingsconcert Bridge to Liberation Experience.